# Filiskos
Filiskos (ur. ok. 152, zm. 220) – sofista grecki.
Pochodził z Tessalii. Przez jakiś czas przebywał w Rzymie, gdzie zdobył uznanie Julii Domny i dzięki niej został w 212 lub 213 roku kierownikiem szkoły retorycznej w Atenach. Funkcję tę sprawował do 220. Stojąc na czele szkoły, udał się do Rzymu, by odwołać się przed cesarzem od decyzji macedońskiej rodziny Heordów, która nałożyła na niego liturgię. Karakalla był jednak niechętnie do niego nastawiony i przyznał rację Heordom, a także cofnął ateleję przynależną kierownikom szkoły retorycznej w Atenach.
Zmarł w Atenach w wieku 67 lat, osieracając syna i córkę. Został pochowany w Akademii.